# Vladan Matijević
Vladan Matijević (serbisch-kyrillisch: Владан Матијевић; * 16. November 1962 in Čačak, Jugoslawien) ist ein serbischer Schriftsteller.

## Leben und Werk
Vladan Matijević arbeitete nach seiner Hochschulausbildung zum technischen Ingenieur an die achtzehn Jahre lang in einer chemischen Basenfabrik und seit 2005 ist er als Redakteur für die Publikationen der Nadežda Petrović Gallerie in seiner Heimatstadt tätig. Er ist einer der meistgelesenen zeitgenössischen Autoren Serbiens und seine Bücher kann man durchaus als Bestseller bezeichnen, obwohl er selbst in einem Interview mit der österreichischen Tageszeitung Der Standard diesen Erfolg mit der bescheidenen Aussage relativiert, dass die Auflagen in seinem Land recht klein sind.
In deutscher Übersetzung erschien 2009 sein Roman Časovi radosti mit dem Titel Die Abenteuer der Mieze A. bei SchirmerGraf in München. Das Buchcover der deutschen Edition ist von Xenia Hausner gestaltet worden. Seine Kurzgeschichte Der Neuankömmling (übersetzt von Mascha Dabić) wurde von der österreichischen Literaturzeitschrift Triëdere veröffentlicht. Im deutschsprachigen Raum nahm Matijević 2009 an einer Veranstaltung des österreichischen Literaturkreises Podium im Café Prückel und 2011 als Gast bei der Leipziger Buchmesse teil. Der mit einigen der wichtigsten Literaturpreisen seines Landes geehrte Schriftsteller, darunter der Andrić-Preis, der NIN-Literaturpreis und der Isidora-Sekulić-Preis, lebt in einem Vorort seiner Geburtsstadt.

## Bibliografie (Auswahl)
- Die Abenteuer der Mieze A. (Časovi radosti), SchirmerGraf, München 2009, ISBN 978-3-86555-064-4.[7][8][9][10][11]
- Vrlo malo svetlosti (Sehr wenig Licht), Agora, Zrenjanin 2010, ISBN 978-86-6053-058-7.
- Susret pod neobičnim okolnostima (Begegnung unter ungewöhnlichen Umständen), Laguna, Belgrad 2016, ISBN 978-86-521-2264-6.